# Lioré et Olivier LeO 45
El Lioré et Olivier LeO 45 fue un bombardero medio utilizado durante y después de la Segunda Guerra Mundial. Fue diseñado por la firma Liore et Olivier para el Armée de l'air como un bombardero medio moderno capaz de realizar operaciones estratégicas independientes a diferencia de la mayoría de los anteriores para aquel momento, obsoletos modelos de bombarderos en servicio. 
El LeO 45 era un monoplano de ala baja totalmente metálico, equipado con un tren de aterrizaje retráctil y propulsado por dos motores Gnome-Rhône 14N. El prototipo, que realizó su primer vuelo el 16 de enero de 1937; en un principio estaba propulsado por dos motores Hispano-Suiza 14AA de 1100 hp. El LeO 45 se había desarrollado como un bombardero moderno y avanzado para el nuevo Armée de l'air, como un servicio militar independiente. Introducido al servicio operativo en 1939, fue un bombardero muy eficaz y capaz. 
Con solo un puñado de aviones en servicio con el Armée de l'air al comienzo de la II Guerra Mundial, el LeO 45 llegó demasiado tarde para proporcionar una contribución sustancial durante la Batalla de Francia ante la invasión del ejército alemán. Como resultado del Armisticio del 22 de junio de 1940, el tipo continuó siendo fabricado con autorización de los ocupantes y operado por las Fuerzas Aéreas de la Francia de Vichy. El LeO 451 participó en misiones de combate durante el resto de la guerra y continuó siendo utilizado durante algún tiempo después de su finalización por el Armée de l'air de la posguerra. Los últimos ejemplares en servicio activo fueron retirados en septiembre de 1957.

## Historia, diseño y desarrollo

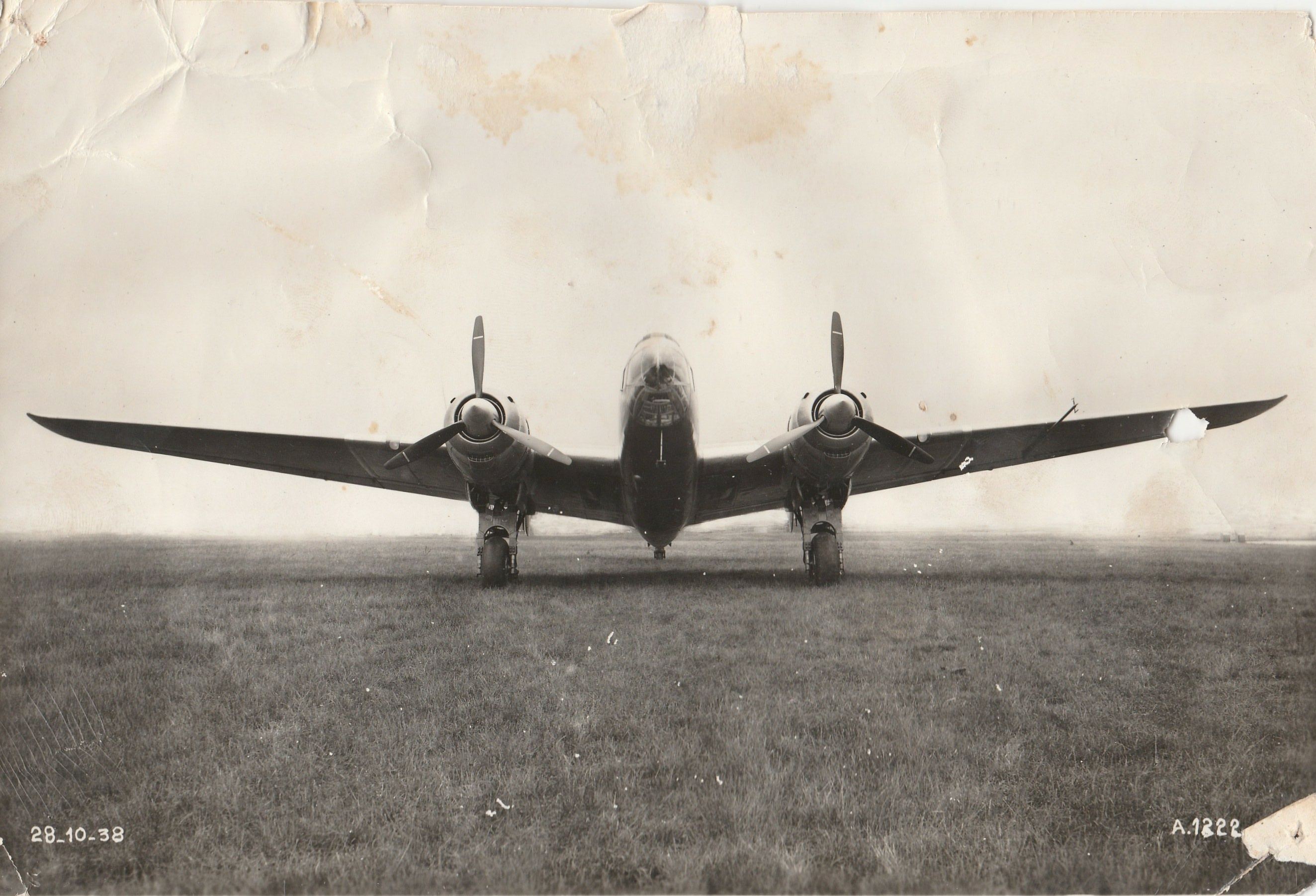
Vista frontal del LeO 45

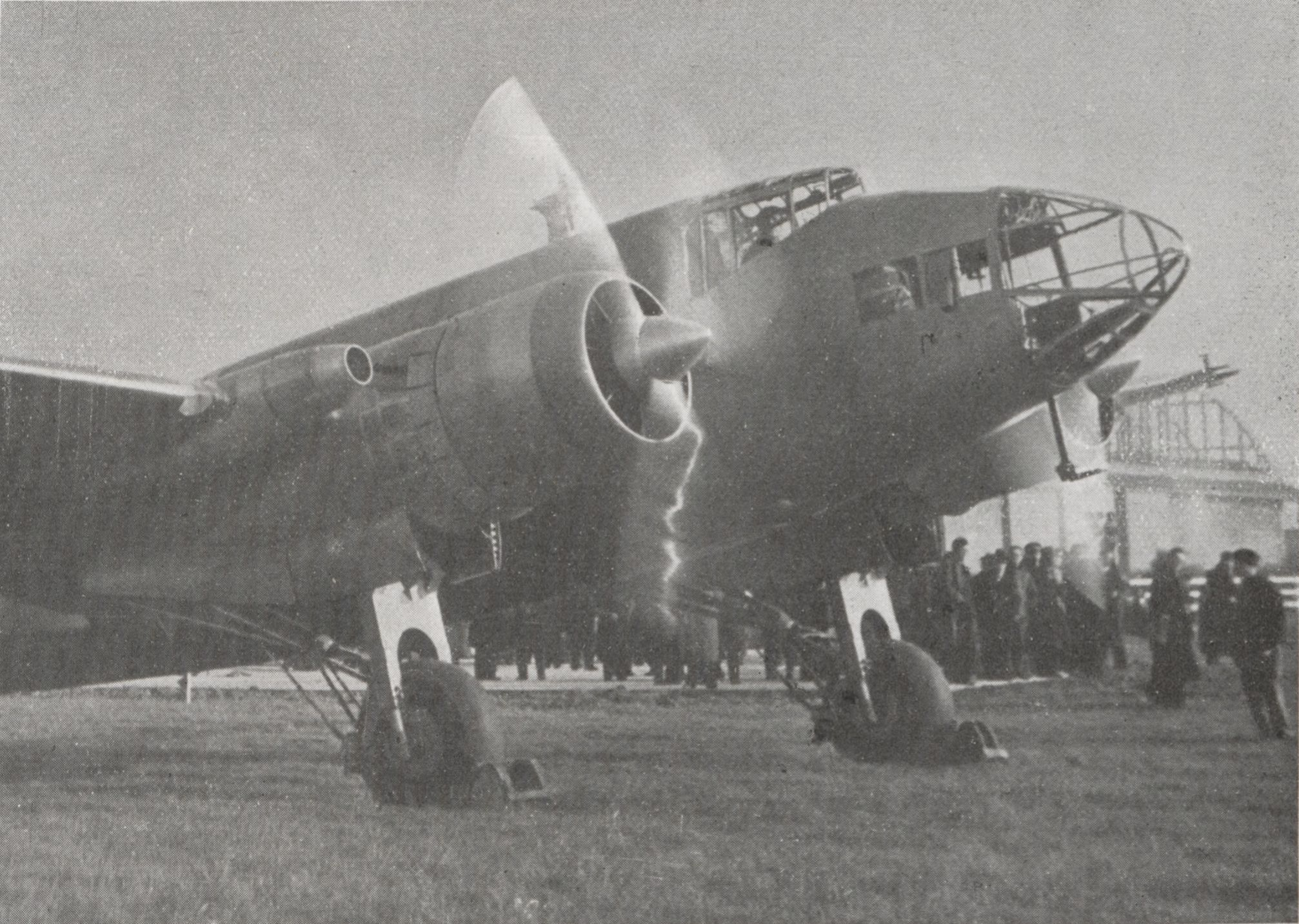
LeO 45 con carenados tipo NACA en 1938

### Antecedentes
El 2 de julio de 1934, la rama aérea del ejército francés, la Aéronautique militaire cambia su nombre a Armée de l'air al ser reconocido oficialmente como un servicio militar independiente. De acuerdo con este nuevo estatus, además de cooperar con las operaciones terrestres y navales, se busca un nuevo énfasis en la capacidad de ejecutar operaciones independientes a nivel estratégico. Se consideró - y constató - que las aeronaves en servicio en aquel momento serían incapaces de desempeñar el último papel en un grado suficiente, por lo que se inició rápidamente un programa de modernización conocido como Plan I. Este plan preveía la adquisición de 1010 aviones de combate modernos y adecuados para el servicio de primera línea para finales de 1936; de estos, 350 serían bombarderos divididos en 210 bombarderos medios, 120 pesados bimotores y 20 pesados cuatrimotores.
Si bien se contaba con numerosos aviones multiplaza, como los Bloch MB.200, Bloch MB.210, Amiot 143, Lioré et Olivier LeO 25, Potez 540 y Farman F.221, adquiridos entre 1933 y 1935, muchos de estos lo fueron por razones legales y técnicas a programas que, habían sido anteriores al reconocimiento de la independencia del servicio y, por lo tanto, no se habían desarrollado para cumplir con las nuevas ambiciones estratégicas. Por otro lado, se identificaron rápidamente diversas y múltiples deficiencias en muchos de estos aviones; armamentos defensivos escasos e inadecuados, su velocidad era realmente mediocre y adolecían de todo tipo de fallos y deficiencias en su desempeño y manejo; por lo tanto, totalmente vulnerables y poco aptos para salidas viables sobre territorio hostil. En consecuencia, la necesidad de su reemplazo era más que evidente. Fue en el programa de modernización del Plan I los que formularon los requisitos para un bombardero medio realmente avanzado para el nuevo servicio.
El 17 de noviembre de 1934, el Service Technique de l'Aéronautique presentó el programa de bombarderos categoría B5 e inició contactos con los principales fabricantes de aviones franceses. Las especificaciones solicitaban, un bombardero de cinco plazas con una velocidad máxima de 400   km/h a 4000   m y un radio de combate de 700 km llevando una carga útil interna de 1200   kg. Los nuevos bombarderos tendrían que ser capaces de operar tanto en operaciones diurnas como nocturnas, debían estar armados con torretas defensivas, la unidad delantera se fijaría al fuselaje mientras la posición ventral debía ser flexible (retráctil). A finales de 1935, Avions Amiot, Société Industrielle d'Aviation Latécoère (SIDAL), Chantiers aéronavals Étienne Romano, Lioré et Olivier y Avions Marcel Bloch presentaron las maquetas de sus diseños.
Durante la segunda mitad de 1935, el Service Technique de l'Aéronautique decidió realizar cambios y actualizar algunos de los requisitos anteriormente especificados; estos incluyeron la revisión de los montajes de las torretas trasera y ventral y, lo más importante, redujo la tripulación de cinco a cuatro, ya que se consideró que el copiloto también podría compaginar las tareas de navegante y bombardero. Para reflejar el cambio del número de tripulantes, el programa fue redesignado de B5 a B4. En septiembre de 1936 se revisaron los requisitos del previsto bombardero para tener en cuenta el desarrollo e instalación de nuevos motores de la categoría de 1000   hp (746   kW); en consecuencia, la velocidad de crucero requerida aumentó a 470   km/h.  Fue en este punto en el que elPlan I fue cancelado a favor del Plan II, que exigía que se proveyera de una fuerza de bombarderos aún más grande y más capaz para el Armée de l'air; según este plan, se preveía que se formarían un total de 41 unidades, cada una equipada con doce aviones tipo B4.
Entre los fabricantes que presentaron propuestas para el programa B4 se encontraba la firma Lioré et Olivier, nacionalizada en 1936 tras lo cual se fusionó con las compañías Chantiers aéronavals Étienne Romano, Potez-CAMS y Société Provençale de Constructions Aéronautiques-SPCA para formar la Société Nationale des constructions aéronautiques du Sud-Est (SNCASE) el 1 de febrero de 1937.  La fábrica de Rochefort, sin embargo, pasó a la SNCASO .
La compañía Lioré et Olivier fue proveedora durante años del Armée de l'air y la Aviation navale, proporcionando aviones como sus hidroaviones LeO H-25, el bombardero nocturno Lioré et Olivier LeO 20 o el gran hidrocanoa Lioré et Olivier LeO H-246 y otros bombarderos biplanos menos conocidos. Esto le había supuesto a la compañía una reputación de confiabilidad, pero había sido relativamente tradicional, muy conservadora y poco actualizada en sus diseños, técnicas de construcción y avances en aerodinámica. El programa de 1934 fue puesto bajo la dirección de Pierre Mercier, un prometedor y joven ingeniero con experiencia en fuselajes y alas en voladizo (cantilever); fue gracias al trabajo de Mercier que surgió un nuevo diseño, que pronto se designó como LeO 45. 

### Pruebas de vuelo

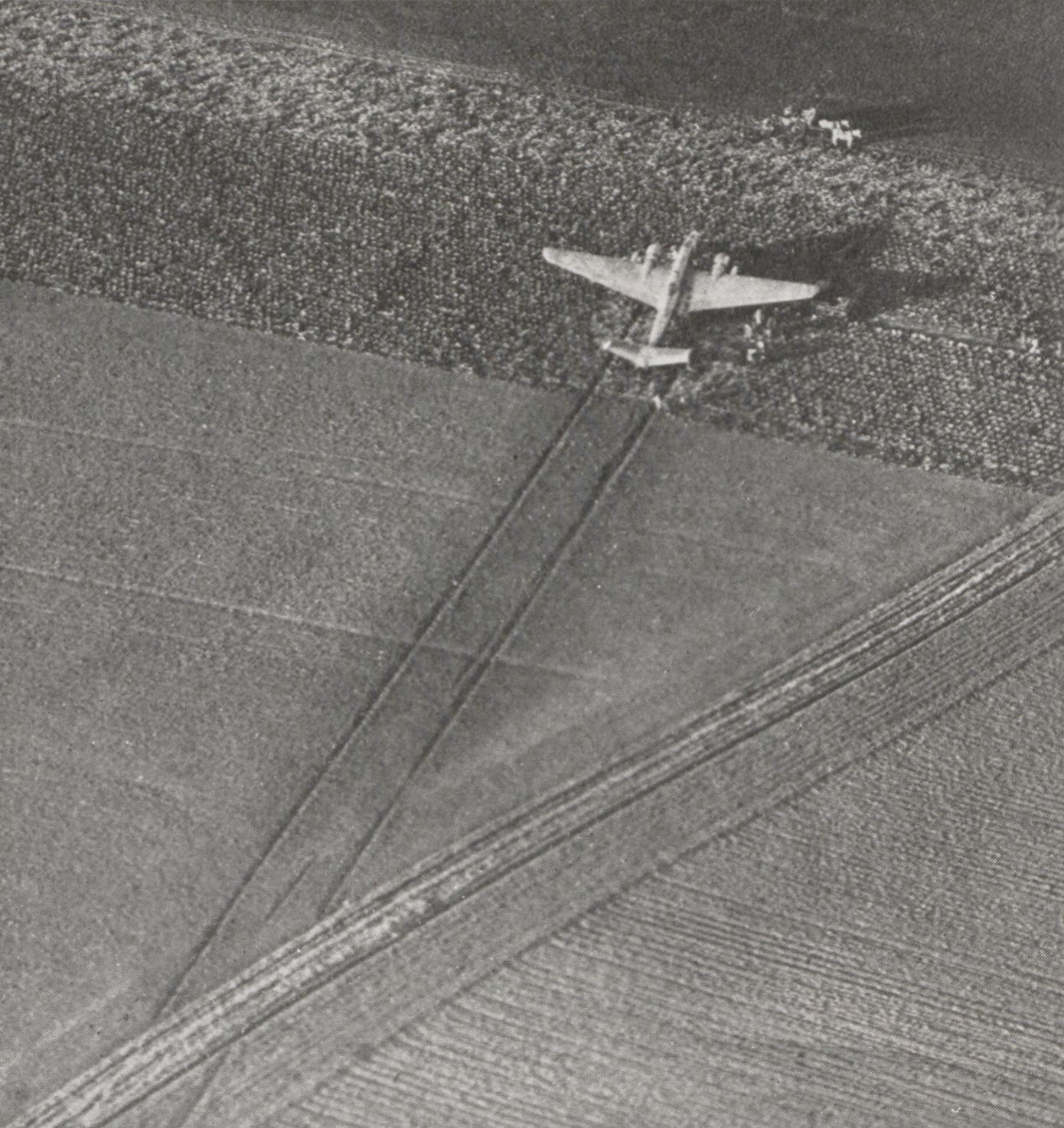
260px El prototipo LeO 45.01 en un campo francés después de su aterrizaje forzoso. 6 de diciembre de 1937

El 16 de enero de 1937, el prototipo LeO 45.01 propulsado por un par de motores radiales Hispano-Suiza 14AA-06/07 produciendo 793 kW (1063 hp) cada uno, voló por primera vez. A pesar de los problemas experimentados con la inestabilidad longitudinal, la confiabilidad del motor y el sobrecalentamiento, el avión demostró un excelente rendimiento general. Durante las pruebas de vuelo, el prototipo fue capaz de alcanzar 480   km/h a 4000 m y 624   km/h en un picado poco profundo.
En septiembre de 1937, el prototipo fue entregado al Centre d'Essais de Matériels Aériens en la base aérea de base aérea de Vélizy-Villacoublay para la evaluación oficial del tipo. El 6 de diciembre de 1937, estuvo involucrado en un incidente de aterrizaje forzoso a causa del fallo de ambos motores simultáneamente en pleno vuelo; el piloto, Jean Doumerc, pudo aterrizar sin causar ningún daño importante al avión. El prototipo fue devuelto rápidamente al fabricante para ajustes antes de la reanudación de los vuelos de evaluación. En julio de 1938, el prototipo, equipado con los nuevos carenados diseñados por Mercier, alcanzó 500   km/h. Los problemas de control en despegue anteriores se abordaron parcialmente mediante la adopción de derivas gemelas y timones rediseñados en la unidad de cola.
Se presentaron diversas incidencias con los problemáticos motores Hispano-Suiza y esto dio lugar a varios cambios en el prototipo, tales como la adopción de tomas de aire más amplias y eficientes para los radiadores de aceite que, a su vez redujeron los casos de sobrecalentamiento del motor. A pesar de ello, el 29 de agosto de 1938, se decidió reemplazar los motores Hispano-Suiza previstos por motores Gnome et Rhône 14N 20/21, que eran capaces de producir 1030   hp (768   kW) cada uno. Como resultado de estos cambios, el avión fue redesignado como LeO 451.01.  Tras la finalización de la reingeniería, el programa de pruebas de vuelo se reanudó, del 21 de octubre de 1938 a febrero de 1939. A pesar de que los nuevos motores eran un poco menos potentes, la velocidad y el rendimiento general del prototipo se mantuvieron relativamente sin cambios.

### Producción

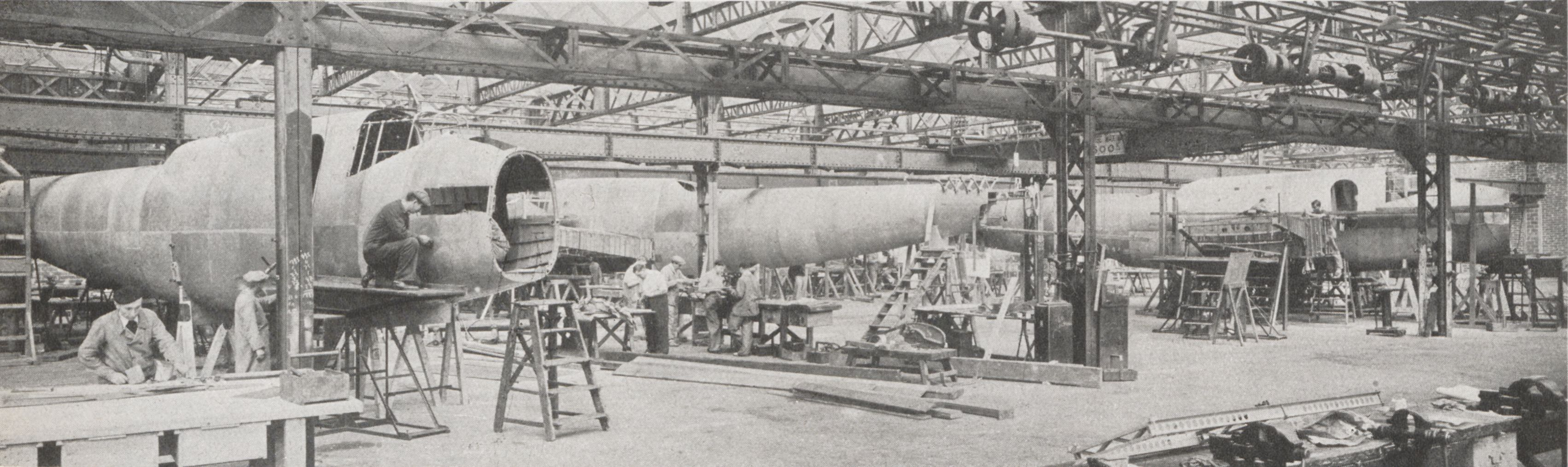
Producción en serie de fuselajes LeO 45 en la planta propiedad de SNCASE en Clichy, 1938

En mayo de 1937, el Armée de l'Air realizó un pedido inicial de preproducción para un par de aviones LeO 450, uno equipado con motores Hispano-Suiza 14AB 06/07 y el otro con los Hispano-Suiza 14AB 12/13. El 29 de noviembre de 1937, se recibió un pedido de veinte aparatos de producción, la primera de las cuales se especificó para su entrega en mayo de 1938. El 26 de marzo de 1938, se ordenaron otros veinte LeO 450 en línea con el recién adoptado Plan V del Ministerio del Aire francés, que pedía el reequipamiento de 22 unidades de bombarderos. Para cumplir con dichas órdenes, se consideró que se requerían 449 aviones de primera línea y 185 aviones de reserva para abril de 1940; también se emitieron contratos oficiales para los bombarderos medios bimotor Bloch MB.131 y Amiot 354 como medida provisional, junto con otros 100 aviones LeO 45 que se ordenaron el 15 de junio de 1938.
El 21 de octubre de 1938, se especificó que todos los bombarderos LeO 45 de producción fueran equipados con motores Gnome et Rhône 14N en sustitución de los Hispano-Suiza AA originalmente previstos. Sin embargo, como resultado de esta orden, hubo retrasos considerables en la entrega del primer avión de producción designado LeO 451.01. A finales de noviembre de 1938, el primer LeO 450 fue presentado en exhibición estática en el Salón Aeronáutico de París. Realizó su primer vuelo el 24 de marzo de 1939 y, el 28 de abril, el segundo avión de producción. Se encontraron problemas de producción adicionales como los relacionados con el suministro de los motores Gnome et Rhone y sus hélices; como resultado, se decidió ajustase al tipo con hélices construidas por la firma Ratier, lo que redujo la velocidad máxima de 500   km/h a 470   km/h.
A principios de 1939, cuando se hizo evidente que la situación internacional empeoraba y que las potencias europeas estaban cada vez más involucradas en un inminente conflicto, el Armée de l'Air solicitó explícitamente a las factorías de SNCASE en Clichy y Levallois-Perret que no demoraran la producción al implementar cualquier mejora adicional; la orden se emitió a pesar de los problemas iniciales conocidos en el tipo, estaban lejos de ser subsanados y aprobados. Al mismo tiempo, los requisitos del Plan V se elevaron a 1188 bombarderos B4, 396 de los cuales eran aviones de primera línea. En consecuencia, el 20 de febrero de 1939, se confirmó un pedido provisional de 100 aviones; el 18 de abril de 1939 se recibió un gran pedido de otros 480 bombarderos LeO 45.
En septiembre de 1939, víspera del estallido de la II Guerra Mundial, había un total de 749 aviones LeO 45 ordenados; esto incluyó variantes diferentes del tipo, como un modelo previsto de gran altitud, un avión equipado con motores Wright GR-2600-A5B de fabricación estadounidense y doce aviones que habían sido ordenados para las Reales Fuerzas Aéreas griegas. En el mismo punto, solo había diez bombarderos LeO 451 en servicio con el Armée de l'Air, mientras que otros 22 estaban en proceso de entrega. Fue por ello, que se realizaron una serie de pedidos adicionales de producción en tiempos de guerra, que exigían la fabricación de cientos de aviones más, que sumaban alrededor de 1549 LeO 45 de diferentes versiones. Si bien se establecieron líneas de producción adicionales para producir más aviones, gran parte de esta capacidad adicional no se consiguió hasta solo unos meses antes de la catastrófica Batalla de Francia, por lo que su contribución al curso de la guerra fue mínima.

## Diseño
El Lioré et Olivier LeO 45 era un Bombardero medio bimotor, que había sido concebido con el objetivo de producir un bombardero adecuadamente avanzado para equipar a la Fuerza Aérea Francesa. A diferencia de sus predecesores, que se habían basado en las ametralladoras para su autoprotección, se hizo hincapié en la alta velocidad de crucero a gran altitud. La expectativa era, que dicha velocidad obligaría a los cazas enemigos a realizar ataques de persecución y, en ese sentido, el avión fue diseñado con una torreta dorsal armada con un cañón de disparo trasero que poseía un arco de fuego sin obstrucciones gracias al diseño de las derivas traseras gemelas. 
El LeO 45 presentaba una construcción totalmente metálica y un fuselaje monocasco ; la estructura incluía 60 marcos fijos individuales unidos a largueros longitudinales y estaba cubierta por paneles de aleación ligera remachados. Como consecuencia de los requisitos de velocidad especificados del programa, se invirtió mucho esfuerzo en reducir la resistencia parasitaria. La sección transversal del fuselaje se redujo mediante la adopción de una bahía de bombas en el interior del fuselaje emparejada con bahías de bombas más pequeñas ubicadas en el interior de las raíces alares. El ala en voladizo bajo, que empleaba una estructura diseñada y patentada por Mercier, se construyó en cuatro secciones separadas. Específicamente, la sección interna se construyó alrededor de dos largueros equipados con brazos de acero que tenían suficiente espacio entre ellos para acomodar 200   kg de bombas y grandes depósitos de combustible autosellantes; los largueros no continuaron hasta la punta del ala, sino que dieron paso a una estructura tipo caja. Las alas estaban provistas de grandes aletas ranuradas de tipo dividido, que estaban controladas electrónicamente y alerones ranurados de alta relación de aspecto, el último de los cuales estaba deprimido durante el despegue.
El fuselaje albergó a la tripulación de cuatro hombres; el navegante-bombardero, que también era el comandante del aparato según la tradición francesa, se ubicó dentro de un morro casi totalmente acristalado en la proa de la aeronave delante del piloto, y realizó funciones de observación y bombardeo desde esta posición. Detrás del piloto, el operador de radio podría manejar una ametralladora MAC 1934[ cal. 7,5 mm (500 rondas) desde una "góndola" ventral retráctil. Un corredor junto a la bahía principal de bombas conducía a la posición del artillero dorsal, que presentaba un montaje eléctrico para el cañón Hispano-Suiza HS.404, cal.20 mm con 120 rondas; la torreta podría ser retraída; otra ametralladora MAC 1934 con 300 rondas se instaló en el morro. El Leo 45 tenía una bahía central de bombas, dentro de la cual se encerraba la mayoría del armamento del avión. En total, los armamentos del avión comprendían: 120 rondas cal. 20   mm, 800 de 7,5   mm, hasta siete bombas de 224   kg u otras combinaciones (1–2 500   kg de bombas en el vientre, más las dos bombas de 200   kg en las alas). Cuando volaba con la carga útil máxima se reducía la carga de combustible correspondiente a solo 1000 l. Los tanques de combustible también se alojaron dentro de las alas, con un par de tanques de 880 l dentro de las alas interiores, junto con otros dos pares de 330 y 410 l en las externas.

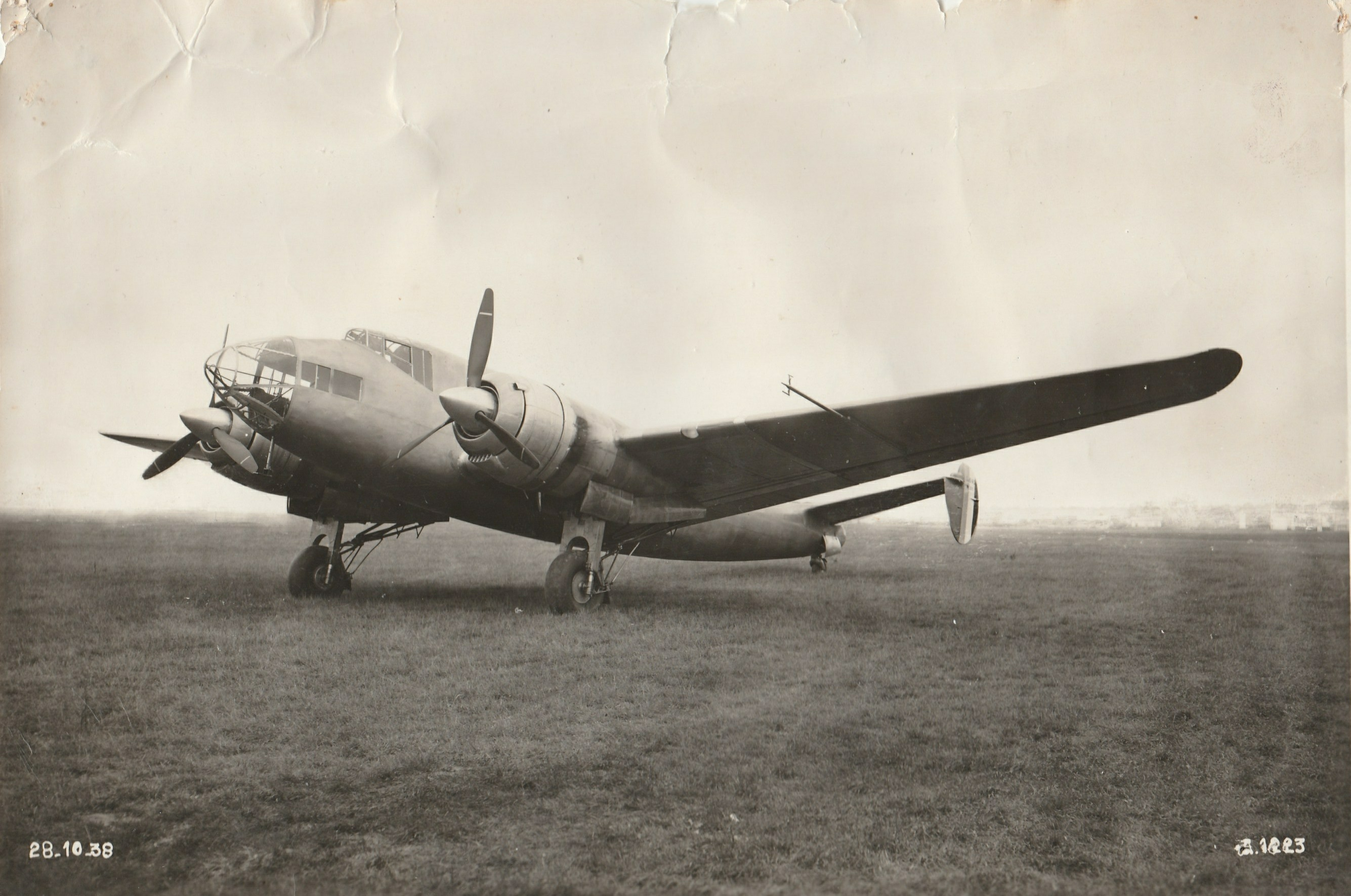
240px Vista de perfil del LeO 45; motores con carenados tipo Mercier

Mercier también utilizó su tipo de carenado patentado para los motores radiales del LeO 45. A diferencia de los típicos carenados NACA, el ajuste del flujo no fue proporcionado por aletas, sino por un anillo frontal que se movía hacia adelante y hacia atrás para reducir o aumentar el flujo respectivamente sin cambios en el arrastre. Al igual que muchos otros aviones bimotores franceses de la época, las hélices giraban en direcciones opuestas para eliminar los efectos indeseables del torque de la hélice. El tren de aterrizaje era completamente retráctil; presentaba un mecanismo inusualmente complicado para las ruedas principales a fin de reducir el tamaño de las góndolas del motor. Las dos superficies horizontales (derivas) de la unidad de cola se construyeron en dos mitades separadas y se atornillaron a una corta sección central fijada al fuselaje superior; Las derivas gemelas y los timones, que estaban provistos de alerones de ajuste se unían en los extremos del plano de cola.

## Historia operacional
Al estallar la II Guerra Mundial, únicamente diez LeO 45 habían sido formalmente aceptados por las fuerzas aéreas francesas. Estos aviones fueron enviados a una unidad de primera línea para experimentar operacionalmente con el nuevo tipo y, volaron algunas misiones de reconocimiento sobre Alemania, de lo que resultó en la primera pérdida de combate del tipo.
Al comienzo de la Batalla de Francia el 10 de mayo de 1940, sólo 54 de los 222 LeO 451 que habían sido entregados se consideraron listos para el combate, el resto se usó para entrenamiento, repuestos, modificaciones y reparaciones o se perdió. La primera salida de combate de la campaña fue realizada por diez aviones de los Groupes de bombardement (escuadrones de bombarderos, abreviado GB) I/12 y II/12 el 11 de mayo; volando a baja altitud, los bombarderos sufrieron fuertes daños con un avión derribado y ocho muy dañados. En los siguientes ocho días, muchos de ellos fueron derribados. Hasta el Armisticio del 25 de junio de 1940, los LeO 451 del Groupement de bombardement 6 (ala de bombardero) había volado aproximadamente 400 misiones de combate, arrojando 320 t de bombas a expensas de 31 aviones derribados por fuego enemigo, 40 cancelados debido a daños y cinco perdidos en accidentes. Otras estadísticas indican que se perdieron alrededor de 47 bombarderos; 26 en combate, 21 para fuego antiaéreo.
Aunque los LeO 451 eran normalmente más rápidos que muchos cazas y también más que casi todos los otros tipos de bombarderos, la Luftwaffe estaba equipada con los cazas Bf 109 y Bf 110 que lo eran mucho más. La velocidad de crucero, de hasta 420   km/h (7   km/min), fue uno de los puntos fuertes del rendimiento del LeO 45 y los hizo difíciles de interceptar. Las velocidades de picado y trepada también fueron muy buenas (el SM.79 italiano tardaba 17 minutos en alcanzar los 5000 m, en comparación con los 14 para el LeO), incluso si no es tan útil para un bombardero. Los LeO se optimizaron para operaciones de altitud media (5000 m) pero se vieron obligados a volar a cotas mucho más bajas para buscar y destruir objetivos tácticos, rara vez incluso con una escolta de cazas básica (Curtiss Hawk 75A-1, Dewoitine D.520). Los LeO no estaban desarmados y los cazas alemanes tuvieron que vigilar su torreta dorsal: el 6 de junio de 1940, el sargento artillero Grandchamp del GB II/11 derribó dos Bf 110C con el cañón Hispano. Los cazas alemanes para evitar este peligro atacaron desde abajo, obligando a los LeO a desplegar su torreta ventral retráctil, lo que ralentizó su velocidad.
Otro problema había sido causado por el ataque inicial de los alemanes. El Groupe 6 contaba con 50 LeO, pero estos aviones no se habían dispersado e incluso carecían de defensa AA capaz en sus aeródromos. Cuando la Luftwaffe atacó, se perdieron un total de 40 bombarderos en tierra. A pesar de esto, el Grupo 6 continuó la lucha, ya que los LeO se produjeron a un ritmo rápido (alrededor de 4–5/día, con más de 200 construidos en 45 días) lo que les permitió volver a equiparse. Las pérdidas se mantuvieron altas y, en las misiones, trece LeO fueron interceptados y cuatro cazas de la Luftwaffe derribados. El Grupo 6 totalizó alrededor de 70 pérdidas tanto en aire como en tierra, pero aún continuó luchando hasta el final.
Tras la entrada de Italia en la guerra en el lado del Eje, LeO atacó a Livorno, Novi Ligure, Vado y Palermo en una misión matutina en grupos de cuatro aviones. Contra las fuerzas italianas, los LeO pudieron operar sin mucha dificultad. Turín (plantas Fiat) estaba cerca de la frontera y era de fácil acceso, mientras que Italia no poseía un sistema de radar y las radios no se usaban comúnmente en los cazas italianos. En el otro frente, sin embargo, el fuego antiaéreo terrestre y los cazas de la Luftwaffe tuvieron un gran impacto en el tipo. 
Fueron construidos un total de 452 aviones de los que 373 fueron aceptados en servicio (incluidos 13 para la Aéronautique navale ) y alrededor de 130 perdidos en acción en Europa.
Después del Armisticio, los LeO 451 continuaron volando, al servicio de la Fuerza Aérea de Vichy . Las modificaciones en el servicio de Vichy incluyeron equipar el avión con timones más grandes y dos ametralladoras cal. 7,5 mm en la torreta trasera. Las armas adicionales se agregaron debido a la capacidad limitada de los cargadores de los cañones y al hecho de que cambiarlos en vuelo era extremadamente difícil. La producción de aviones se detuvo con la ocupación alemana, pero un acuerdo de 1941 autorizó a las autoridades de Vichy a construir un número limitado de aviones militares y se hicieron pedidos de 225 nuevos Leo 451. Para acelerar la producción, se hizo un uso considerable de los componentes que se habían construido en 1940 y almacenados en la zona ocupada por Alemania. El primero de los aviones recién producidos voló el 30 de abril de 1942, y cuando la ocupación alemana del sur de Francia después de la Operación Torch puso fin a la producción, cuando se habían construido 102 LeO para sus fuerzas aéreas. En 1942, LeO 451-359 fue equipado con una bobina de desmagnetización experimental para detonar de forma remota las minas navales (algunos británicos Vickers Wellingtons y los alemanes Junkers Ju 52 también llevaban un dispositivo similar). 
El 18 de julio de 1940, aviones LeO 451 de la Fuerza Aérea de Vichy procedentes de distintas bases en el Protectorado francés de Marruecos llevaron a cabo un ataque aéreo contra Gibraltar en represalia por el ataque a su flota surta en la base naval de Mers el-Kebir, perdiendo uno de ellos por el fuego antiaéreo británico. Dos unidades de bombarderos equipados con LeO 451, los GB I/12 y GB I/31 tenían su base en el Mandato francés de Siria afecto al Gobierno de Vichy cuando las fuerzas aliadas atacaron el 8 de junio de 1941 al comienzo de la Campaña de Siria-Líbano . Estos fueron complementados por el GB I/25, que fue enviado desde Túnez . Durante esta campaña, los LeO 451 realizaron un total de 855 salidas, perdiendo 29 aparatos en el proceso. Después de la Operación Antorcha, que comenzó el 8 de noviembre de 1942, los LeO 451 franceses sobrevivientes en el norte de África se utilizaron por las Fuerzas aéreas Francesas Libres principalmente para tareas de transporte. Anteriormente algunos realizaron algunas misiones de bombardeo contra las fuerzas del Eje durante la Campaña de Túnez . Fueron reemplazados por los bombarderos Handley Page Halifax y Martin B-26 Marauder. 
Cuando las fuerzas alemanas invadieron la Francia de Vichy en noviembre de 1942, tomaron a su cargo todos los LeO 451 existentes. Los alemanes no estaban especialmente interesados en el tipo, pero el 21 de mayo de 1943, la Luftwaffe solicitó a la Regia Aeronáutica que entregara 39 LeO 451 capturados por las tropas italianas en la fábrica SNCASE en Ambérieu-en-Bugey  La Luftwaffe, afirmó haber comprado previamente los LeO y entregó a cambio un lote de treinta Dewoitine D.520 . Unos 50 LeO 451 se convirtieron en aviones de transporte para combustible y tropas con la designación LeO 451T y empleados por la Luftwaffe. Se entregaron otros LeO a la Regia Aeronautica y doce de ellos se pusieron en servicio con una unidad de ataque terrestre, aunque casi no vieron servicio activo.
Después de la guerra, los 67 aviones sobrevivientes se utilizaron principalmente como entrenadores y transportes. El LeO 451 se retiró en septiembre de 1957, convirtiéndose en el último diseño francés anterior a la guerra en abandonar el servicio activo.

## Variantes
LeO 45
Primer prototipo, impulsado por dos motores radiales Hispano-Suiza 14AA-6/7
LeO 451.01
El prototipo LeO 45 rediseñado, equipado con dos motores Gnome et Rhône 14N
LeO 451
Versión de producción con motores Gnome et Rhône 14N-48/49, 14N-38/39 o Gnome et Rhône 14N-46/47
LeO 451GS
LeO 451C
Se rediseñaron veinte LeO 451 que fueron utilizados como aviones postales por Air France
LeO 451E2
Laboratorio de vuelo de posguerra, doce modificados
LeO 451T
Bombarderos capturados por los alemanes modificados como transportes con capacidad de hasta 17 soldados. Alrededor de unos 50 aviones fueron modificados
LeO 453
Conversión en 1946 de 40 LeO 451 basados en el Norte de Äfrica en transportes de alta velocidad y aviones de salvamento marítimo, propulsados por motores Pratt & Whitney R-1830-67 de 895   kW (1200   hp), con capacidad para 6 pasajeros, alcance de 3500 km a una velocidad de crucero de 400 km/h.
LeO 454
Motores Bristol Hercules II, un prototipo sin terminar
LeO 455.01
Versión de gran altitud con motores turboalimentados Gnome et Rhône 14R de 1375 hp (1025 kW) cada uno, 400 pedidos, un prototipo construido. El avión voló el 12 de marzo de 1939, más tarde destruido en tierra.
LeO 455Ph
Variante de cartografía aérea. Cinco LeO 451 modificados, propulsados por motores SNECMA 14R de 1600 hp (1195 kW) y utilizados por el Institut Géographique National a partir de 1948.
LeO 456 (LeO 451M)
Versión navalizada para la Aéronautique navale, 68 pedidos. También conocido como LeO 451M .
LeO 458
Motores Wright GR-2600-A5B, diez pedidos

## Operadores
Francia
- Armée de l'air
- Aéronautique navale
- Fuerzas aéreas Francesas Libres
- Air France

 Francia de Vichy
- Fuerza Aérea de Vichy

 III Reich
- Luftwaffe

 Italia
- Regia Aeronautica

 Estados Unidos
- Fuerzas Aéreas del Ejército de los Estados Unidos Operaron varios aviones capturados

## Especificaciones técnicas (LeO 451)
Referencia datos: Enciclopedia Ilustrada de la Aviación, Vol. 9 pág. 2333. Edit. Delta Barcelona 1982 ISBN 82-85822-74-9

### Características generales
- Tripulación: 4
- Longitud: 17,17 m
- Envergadura: 22,52 m
- Altura: 5,24 m
- Superficie alar: 68 m²
- Peso vacío: 7530 kg
- Peso máximo al despegue: 11398 kg
- Planta motriz: 2× Radial de 14 cilindros en doble estrella refrigerado por aire  Gnome et Rhône 14N-48/49.
  - Potencia: 880 kW (1213 HP; 1197 CV) cada uno.
- Hélices: Ratier velocidad constante

### Rendimiento
- Velocidad nunca excedida (Vne): 495 km/h (267 kn) a 4000 m (13123 ft)
- Velocidad crucero (Vc): 420 km/h (230 kn)
- Alcance: 2900 km
- Techo de vuelo: 9000 m
- Carga alar: 167,64 kg/m²

### Armamento
- Ametralladoras: 2× MAC 1934 cal. 7,5 mm (tiro frontal y torreta ventral retráctil)

- Cañones: 1× Hispano-Suiza HS.404 cal. 20 mm (torreta dorsal)
- Bombas: 7 x 224 kg